# The 3rd Birthday
The 3rd Birthday (ザ・サード バースデイ, Za Sādo Bāsudei) é um jogo eletrônico dos gêneros tiro em terceira pessoa e RPG de ação desenvolvido pela Square Enix e HexaDrive e publicado pela Square Enix exclusivamente para o PlayStation Portable. Ele foi lançado em 2010 no Japão e no ano seguinte em outros territórios. O jogo é tanto o terceiro título da série Parasite Eve, baseada no romance homônimo, quanto um spin-off, possuindo poucas conexões com as histórias dos dois jogos anteriores. The 3rd Birthday emprega uma jogabilidade que mistura elementos de tiro em terceiro pessoa com RPG. Uma das principais mecânicas é a habilidade Overdrive, que permite que o jogador possua aliados humanos e inflija danos nos oponentes.

## História
The 3rd Birthday é a continuação direta de Parasite Eve II. O jogo se passa no século XXI quando uma nova epidemia de criaturas denominadas The Twisted toma conta de Nova Iorque, os The Twisted são gerados a partir de uma grande colmeia chamada Babel que apareceu na cidade de Nova York pela primeira vez na véspera de natal de 2012 gerando um verdadeiro caos na cidade, por conta disso, Aya Brea é a unica pessoa capaz de exterminar essas criaturas por conta de sua habilidade denominada Overdive. No jogo também existe um grupo de inimigos denominados High Ones, que são seres extremamente fortes e inteligentes que podem destruir tudo que estiver em seu caminho, além de se apossarem de pessoas normais tornando-as criaturas.
Dez anos após o encerramento dos incidentes envolvendo as mitocôndrias em Nova Iorque, começam a surgir na cidade uma suspeita espécie alienígena, denominada “Twisted’s”. essas criaturas aparentemente se alimentam de humanos e se multiplicam de forma incrivelmente rápida, aparecendo de repente em diversas partes do mundo.
Com a expansão violentamente rápida dos “Twisted’s” Nova Iorque se vê rapidamente no meio de uma espécie de “Ninho” com torres vivas imensas que mais tarde seriam denominadas de “Babel’s”. Em meio a essa situação caótica, o governo norte-americano decide criar uma divisão de pesquisa denominada C.T.I. (Counter Twisted Investigation), que descobre então que as criaturas possuem a habilidade de voltar no passado o que explica o fato de estarem tomando conta tão rápido do presente.
A partir dessa descoberta, o então chefe da C.T.I. Hyde Borh desenvolve o sistema chamado OVERDIVE SYSTEM, capaz de transportar a consciência de uma pessoa para o passado a fim de poderem investigar e impedir certos acontecimentos no futuro. Porem, para que se possa usar o aparelho, a pessoa deve possuir em seu DNA a capacidade de se adaptar ao DNA do hospedeiro no passado, visto que não é possível a pessoa enviar sua consciência a sí mesmo no passado, apenas  incorpora-la a consciência de outra pessoa.
Após meses de pesquisa e sem encontrar alguém capaz de usar o equipamento, o doutor Hyde Borh encontra uma jovem do lado de fora de uma igreja. Vestida de noiva e muito ferida, ele a leva para ser tratada com a equipe da C.T.I. e após algumas pesquisas, acredita ser Aya Brea, a mesma envolvida nos eventos das mitocôndrias dez anos atrás.
Sendo conhecedor dos eventos “mitocondriais”, Hyde Borh faz algumas pesquisas em Aya e descobre que ela é a única pessoa capaz de usar o OVERDIVE SYSTEM, visto a sua capacidade mitocondrial além de seu treinamento militar e maturidade com eventos incomuns a recrutando para fazer parte da C.T.I.. Porém, eventos recentes fizeram com que Aya perdesse parte de sua memória, além de te-la deixado completamente abalada e fragilizada, o que a leva hesitar em aceitar fazer parte da C.T.I. de imediato.
Em 24 de Dezembro de 2013 Três anos apos o aparecimento dos Twisted e do surgimento de Babel, Aya decide integrar a  C.T.I. e auxiliar nas investigações que levariam ao fim dessa calamidade. Além disso, Aya começa a perceber que muitas coisas envolvendo seu passado podem ser solucionadas através dessas investigações, o que a leva a começar sua luta contra os Twisted’s.

## Personagens
- Aya Brea - Metade japonesa, com cabelos loiros e olhos azuis. Seu material genético exclusivo tem lhe dado o físico de uma mulher em seus 20 anos. Na véspera de Natal de 2010, ela foi encontrada fora da Catedral de St. Thomas em Manhattan, sofrendo de amnésia. A julgar pelo seu vestido manchado de sangue, ela havia sido encontrado antes ou logo após sua própria cerimônia de casamento, embora isso não tenha sido confirmado. Ela se lembrava de nada de si mesma além de seu próprio nome. Logo após entrar em custódia na CTI, ela exibiu uma misteriosa habilidade. Depois de muita análise, essa capacidade foi apelidada de "Overdive".
- Kyle Madigan - O homem que Aya alega ter encontrado durante o Spanish Harlem Incident. Ele estava usando o mesmo anel que Aya e disse-lhe que Eve Brea (irmã de Aya) estava morta. Embora ele desse seu nome como Kyle Madigan, não há nenhum registro de alguém com esse nome em qualquer banco de dados da agência.
- Eve Brea - Uma garota que Aya afirma que é sua irmã mais nova. No entanto, ninguém foi capaz de verificar independentemente a existência dela. Não foi encontrado nenhum registro dela.
- Hyde Bohr - Físico nascido na Dinamarca, ele é o chefe do CTI, ele também foi o responsável por encontrar Aya Brea fora da Catedral de St. Thomas e leva-la para o CTI onde foi descoberta a sua habilidade denominada "Overdive".
- Blank - Nascido na Coreia do Sul, seu verdadeiro nome é desconhecido, ele é engenheiro chefe do "CTI's Overdive Unit".
- Thelanious Cray - Nascido na Pensilvânia, ele fazia parte de uma Elite Especial da Marinha dos Estados Unidos, ele é especialista em Antiterrorismo, ele entrou no CTI em 2012.
- Gabrielle Monsigny - Nascida em Baltimore, Maryland, seu avô é um emigrante da Belgica, seu pai é um policial e sua mãe morreu quando Gabrielle era apenas uma criança. Ela é uma agente especial da "CTI's Overdive Investigation Unit". Possui várias habilidades especiais, principalmente com armas de precisão. Ajuda Aya em algumas missões do jogo.
- Kunihiko Maeda - Nascido no Japão em 1963, especialista em estudo de Mitocôndrias, tem grande confiaça de Aya e a auxilia via rádio nas ultimas missões do jogo.

## Recepção
The 3rd Birthday ganhou 70 de 100 na Metacritic e 7.0 de 10 na GameStats. A revista japonesa Famitsu deu ao jogo 36/40, com os revisores cada um dando-lhe um 10, 9, 8 e 9, respectivamente. Usuários da Metacritic deram críticas positivas, descrevendo-o como "um jogo decente". Os gráficos e a trilha sonora foram recebidas de forma positiva. No entanto, alguns fãs se queixaram sobre o enredo que foi descrito como claro e confuso ao mesmo tempo. Outra coisa que vale lembrar é o fato do jogo ser exclusivo para PSP, isso limita muito o jogo, tanto no quesito de gráficos, quanto no quesito dos controles que são um pouco duros podendo levar ao cansaço das mãos em pouco tempo.